# Cour d'appel du Nunavut
 (mars 2025).
La Cour d'appel du Nunavut est le plus haut tribunal du territoire canadien du Nunavut.